# John Meilink
Johannes (John) Willem Klaas Meilink, född 28 augusti 1923 i Deventer, död 26 april 2005 i Norrköping, var en nederländsk-svensk industridesigner.
Meilink, som var son till ingenjör Johannes Meilink och Cornelia ten Velde, utexaminerades från Konstakademien i Haag 1947 och från tekniska högskolan i Delft 1948. Han blev ingenjör vid nederländska försvarets forskningslaboratorium 1947, ingenjör vid Asea i Västerås 1949, chef för formgivningsavdelningen där 1956 samt var innehavare av och verkställande direktör för AB Industriform från 1961. Han deltog i ett flertal internationella designutställningar; i Stockholm 1959, 1960 och 1962, i Venedig 1961, i Rio de Janeiro 1963, i Hannover 1963 och i Paris 1963. John Meilink är gravsatt i minneslunden vid Krematorielunden i Norrköping.